# Lechria angustaxillaris
Lechria angustaxillaris là một loài ruồi trong họ Limoniidae. Chúng phân bố ở miền Australasia.